# قيصوم مصري
القيصوم المصري (باللاتينية: Achillea aegyptiaca) نوع نباتي عشبي يتبع جنس القيصوم من الفصيلة النجمية.

## الموئل والانتشار
موطنه اليونان.

## مرادفات للاسم العلمي
- (باللاتينية: Achillea tournefortii DC., nom. illeg.)
- (باللاتينية: Achillea aegyptiaca subsp. tournefortii, des. inval.)